# Сукоб у Јешкову
Сукоби у Јешкову су били оружани сукоби Војске Југославије и Полиције Републике Србије и елитног терористичког одреда ОВК у селу Јешково код Призрена, током рата на Косову.

## Позадина
Село Јешково било је 1998. године јако упориште терориста ОВК. Са свих страна окружено тешко проходним планинама било је погодно за смештај терористичких снага. Једини макадамски пут водио је ка Хочи Заградској. Одатле се излази на пут Призрен—Ђаковица. Због терора и зулума који су спроводили терористи мештани села су сишли у Хочу Заградску. Терористи су разбијени 1998. године, међутим следеће године у село је дошла група од 30 терориста — специјалаца који су били у саставу 125. бригаде терористичке ОВК. У селу су поставили штаб који је имао задатак да мобилише нове терористе, формира бригаду на том подручју и затвори подручје Призрена са југозападне стране.

## Акција заузимања
Након сазнања да је у Јешкову група терориста, у акцију њиховог разбијања, 11. марта 1999. године, кренули су припадници српске војске и полиције. Око терориста је направљен непробојан обруч. Војници и полицајци после вишесатног напорног успона ка брдима око села, стижу на ове неприступачне врхове, чиме су надвисили положаје терориста. Српске снаге су биле на надморској висини од 1.176 метара док се село Јешково и терористички штаб, у чијем дворишту су били минобацачи, налази на 600 метара ниже од положаја војске и полиције. Тада техника Војске Југославије улази у Хочу Заградску. До 08.00 часова обруч је затворен. Са својим борцима су и командант 549. моторизоване бригаде Божидар Делић и потпуковник Стојан Коњиковац, који је касније постао најмлађи пуковник Војске Југославије.
Потпуковник Коњиковац са групом од 10 припадника војне полиције прилази на 300 метара од положаја терориста који још увек не уочавају присуство српских безбедносних снага. Остали војници и полицајци силазе са брда на 200 метара од села. У 12.30 часова почело је дејство српских минобацача 120 и 82 mm са Цвиљена из рејона Хоче Заградске. Такође, и праге прецизно дејствују по терористима. Ватрена припрема напада траје десет минута. Терористи су изненађени и успаничено почињу да вичу Алаху екбер („Алах је највећи”).
Тада пешадија почиње да сужава обруч и креће у напад на село. Терориста из једне куће баца бомбу која рањава тројицу припадника полиције. Води се жестока борба прса у прса.
Део терориста покушава да побегне кроз планински поток дубине до колена, користећи систем извлачења који су раније увежбавали. Али, на месу где поток прави лакат кривину у заседи су их сачекали митраљесци Војске Југославије и ликвидирали. Неколицина терориста покушава да се извуче брзим трком узбрдо. Иако су физички били веома добро припремљени, нису успели да се пробију, пошто су их ликвидирали наступајући припадници полиције. Један терориста се сакрио међу мртве симулирајући да је погођен. Када су полицајци почели да окрећу лешеве потегао је пушку али је полицајац био бржи и ликвидирао га је. Припадник ОВК који је био на даљем обезбеђењу угледао је у Хочи Заградској возило ОЕБС-а и пошао је ка њему у намери да се са верификаторима извуче из села. Међутим, патрола полиције га хапси.
Сутрадан је група верификатора ушла у село да обави увиђај. Мртви терористи са пушкама у рукама лежали су поред потока и по околини. Верификатори су тражили и покушавали да нађу нешто да би, као у Рачку и Рогову, оптужили српске снаге за масакр над недужним албанским цивилима. Међутим, све је било чисто — муњевитом акцијом уништен је терористички штаб. У кућама у којима су боравили терористи заплењене су пушке, муниција, минобацачи као и противтенковски пројектили амбруст. Наредних седам дана команда терористичке бригаде у Ретимљу је непрекидно радио везом звала ликвидирану групу јер нису знали шта се десило.